# Hub Vinken
Hub Vinken (ur. 16 kwietnia 1926 w Heerlen – zm. 30 marca 2010 w Geleen) – holenderski kolarz szosowy i torowy, brązowy medalista mistrzostw świata.

## Kariera
Największy sukces w karierze Hub Vinken osiągnął w 1949 roku, kiedy zdobył brązowy medal w wyścigu ze startu wspólnego amatorów podczas szosowych mistrzostw świata w Kopenhadze. W zawodach tych wyprzedzili go jedynie jego rodak Henk Faanhof oraz Luksemburczyk Henri Kass. Był to jednak jedyny medal wywalczony przez Vinkena na międzynarodowej imprezie tej rangi. W 1951 roku wygrał jeden etap Ronde van Nederland. Startował także na torze, zdobywając między innymi dwa złote medale mistrzostw kraju w scratchu w latach 1949 i 1952. Nigdy nie wystąpił na igrzyskach olimpijskich. Jako zawodowiec startował w latach 1950-1953.